# Ratschachbach
Der Ratschachbach ist ein linker Nebenfluss der Gurk in Kärnten, Österreich.

## Verlauf
Der Ratschachbach entspringt in den Gurktaler Alpen in der Kärntner Gemeinde Straßburg. Die Quellbäche liegen am Mödringbergzug, an den südlichen Hängen der Priegertratte, in der Streusiedlung Kreuzen. Nach etwa 3 Kilometern fließt von links der Kreuthgraben zu, dann der Machuligraben. Nach etwa 3 weiteren Kilometern wendet sich der Ratschachbach, der bis dahin durchwegs in südliche bis südsüdöstliche Richtung fließt, scharf nach links, speist nördlich vom Galgenbichl ein paar Teiche und nimmt dann von links den Wildbach als seinen mit 9,5 Quadratkilometern Einzugsgebiet größten Nebenfluss auf. In Mellach, wo von links noch der Pabenberger Bach zufließt, mündet der Ratschachbach in die Gurk. Die Länge des Bachs beträgt etwa 8,6 Kilometer, sein Einzugsgebiet 25,3 Quadratkilometer.